# Peremptor egmonti
Peremptor egmonti là một loài ruồi trong họ Tachinidae.